# 艾爾波特鎮區 (密蘇里州聖路易斯縣)
艾爾波特鎮區（英語：Airport Township）是位於美國密蘇里州聖路易斯縣的一個行政鎮區。

## 地方資料
艾爾波特鎮區的面積為41.32平方千米，當中陸地面積為41.31平方千米，而水域面積為0.01平方千米。根據2020年美國人口普查的數據，當地共有人口35117人，而人口密度為每平方千米849.88人。